# Azyx
Azyx là một chi bướm đêm thuộc họ Geometridae.